# Понцано-ди-Фермо
Понцано-ди-Фермо (итал. Ponzano di Fermo) —  коммуна в Италии, располагается в регионе Марке, в провинции Фермо.
Население составляет 1678 человек (2008 г.), плотность населения составляет 114 чел./км². Занимает площадь 14 км². Почтовый индекс — 63020. Телефонный код — 0734.
Покровителем коммуны почитается святой апостол и евангелист Марк, празднование 25 апреля.

## Демография
Динамика населения:

## Администрация коммуны
- Официальный сайт: https://web.archive.org/web/20090602004232/http://www.provincia.ap.it/Ponzano_Di_Fermo/